# Carmen Lundy
Carmen Lundy (Miami, Florida, 1 de noviembre de 1954. Ha sido comparada con Aretha Franklin, Ella Fitzgerald y Sarah Vaughan. Es hermana del bajista Curtis Lundy.

## Biografía
A los 6 años comenzó a estudiar piano. Su madre, Oveida, era la cantante en un grupo de gospel conocido como The Apostolic Singers. Después de que Lundy se unió al coro junior de su iglesia, decidió convertirse en cantante cuando tenía 12 años de edad. Mientras estudiaba en la Universidad de Miami, donde recibió una licenciatura en Música, cantaba con una banda de jazz y decidió cantar jazz vocal. Cita a Dionne Warwick, Roberta Flack y Stevie Wonder, entre sus primeras influencias.
Se mudó a Nueva York en 1978, donde fue contratada por la Thad Jones/Mel Lewis Orquesta de Jazz y realizó su primera actuación en el Village Vanguard en Greenwich Village. Al año siguiente tuvo su primera aparición en un álbum de un grupo llamado Jazmín con Bill O'Connell y Steve Berrios (West 54 Records).
En 1980 formó su propio trío, actuando con pianistas de la talla de John Hicks y Onaje Gumbs. También ha tocado con Walter Bishop Jr., Don Pullen, Mulgrew Miller, Billy Childs, Terri Lyne Carrington, Kip Hanrahan, Courtney Pine, Marian McPartland, y la banda Quasimode.
Lundy ha compuesto y publicado más de cuarenta canciones. Sus composiciones han sido grabadas por artistas como Kenny Barron ("Momentos de silencio"), Ernie Watts ("Al Final de Mi Cuerda"), y Straight Ahead ("Never Gonna Let you Go").
Su primer álbum, Good Morning Kiss (1985) mostró varias composiciones originales, y fue reeditado en el año 2002. Su segundo álbum fue Night and Day (1986), y contó con músicos como Kenny Kirkland (piano), Alex Blake (bajo), Curtis Lundy (bajo), Victor Lewis (batería), Rodney Jones (guitarra), Ricky Ford (saxo tenor).
Lundy desempeñó el papel principal en la gira Europea del musical de Broadway, Damas Sofisticadas con música de Duke Ellington. En la escena Off-Broadway ella retrató a Billie Holiday en la obra de Lawrence Holder They Were All Gardenias. Hizo su debut televisivo en la CBS con Shangri-La Plaza (1990), en el papel de Ginebra.
El Centro John F. Kennedy para las Artes Escénicas en su web ha llamado Carmen Lundy "una mujer de muchas caras: compositora, arreglista, productora, actriz, pintora y sofisticada cantante conocida por su progresivo bop y el post-bop ... una intransigente cantante de jazz en la que cada nota es la precisa" (Los Angeles Times). "Igual de hábil en baladas amorosas, canciones de angustia, o en temas de swing, el Lundy ejerce una voz de ágil y seductor encanto que hacen una potente combinación".
En 2005 Lundy y la productora Elisabeth Oei lanzaron la etiqueta Afrasia Producciones con el álbum Jazz y el Nuevo Cancionero: en Vivo en Madrid, grabado en vivo en el Teatro Madrid en Los Ángeles, también editado en DVD. Lundy se basa en el repertorio de sus anteriores grabaciones, respaldada por su hermano Curtis Lundy y Victor Lewis, instrumentistas de la talla de Billy Childs, Robert Glasper, Bobby Watson, Phil Upchurch, y Mayra Casales, una percusionista, que también publicó en Afroasia.
Su segundo disco con el sello fue Come Home, su décimo álbum, con Geri Allen y Steve Turre, seguido por Solamente, un álbum con grabaciones que sirvieron como demos, donde ella toca todos los instrumentos por sí misma.
Las pinturas al óleo sobre tela de Lundy han sido exhibidas en Nueva York en La Galería de Jazz (Soho) y La Panadería de Jazz, y en Los Ángeles, en el Teatro Madrid. Su arte también aparece en los folletos que acompañan su CDs.

## Discografía
| Año  | Título                                        | Género | Sello               |
| ---- | --------------------------------------------- | ------ | ------------------- |
| 1985 | Good Morning Kiss                             | Jazz   | Blackhawk           |
| 1986 | Night and Day                                 | Jazz   | Sony (Japan)        |
| 1992 | Moment to Moment                              | Jazz   | Arabesque           |
| 1995 | Self Portrait                                 | Jazz   | JVC                 |
| 1997 | Old Devil Moon                                | Jazz   | JVC                 |
| 1997 | Love Me Forever                               | Jazz   | JVC                 |
| 2001 | This Is Carmen Lundy                          | Jazz   | Justin Time         |
| 2003 | Something to Believe In                       | Jazz   | Justin Time         |
| 2005 | Jazz and the New Songbook: Live at the Madrid | Jazz   | Afrasia Productions |
| 2007 | Come Home                                     | Jazz   | Afrasia Productions |
| 2009 | Solamente                                     | Jazz   | Afrasia Productions |
| 2012 | Changes                                       | Jazz   | Afrasia Productions |
| 2014 | Soul To Soul                                  | Jazz   | Afrasia Productions |
| 2017 | Code Noir                                     | Jazz   | Afrasia Productions |
| 2019 | Modern Ancestors                              | Jazz   | Afrasia Productions |

Con Geri Allen
- Timeless Portraits and Dreams (Telarc, 2006)

Presente en:
- The Land of Freedom, álbum de la jazz band japonesa Quasimode (2007)